# Caletor
Genre
Caletor est un genre d'opilions laniatores de la famille des Epedanidae.

## Distribution
Les espèces de ce genre sont endémiques d'Indonésie.

## Liste des espèces
Selon World Catalogue of Opiliones (27/06/2021) :
- Caletor bicolor (Sørensen, 1932)
- Caletor javanus (Thorell, 1876)
- Caletor sumbawanus Roewer, 1938
- Caletor unguidens Loman, 1892

## Publication originale
- Loman, 1892 : « Opilioniden von Sumatra, Java und Flores. » Zoologische Ergebnisse einer Reise in Niederländisch Ost-Indien, Leiden, p. 1–27 (texte intégral).